# الجريمة المنظمة في إندونيسيا
الجريمة المنظمة في إندونيسيا يشير إلى الجرائم المخطط لها في إندونيسيا والتي يمكن أن يرتكبها إما حزب سياسي أو عصابات إندونيسية، ويشار إليها أيضًا باسم بريمان. قد تشمل الأنشطة غير القانونية الفساد والجرائم الإلكترونية والعنف والاتجار بالمخدرات.

## الفساد
قاد سوهارتو إندونيسيا خلال أكثر السنوات فسادًا في تاريخ الأمة، وبلغت ذروتها في نهاية المطاف في أعمال الشغب التي اندلعت عام 1998. في عهد سوهارتو شهد الاقتصاد الإندونيسي نمواً غير متوازن، حيث أصبح الناس من حوله أغنى وأصبح الفقراء أكثر فقراً. هذا التفاوت المتزايد في الدخل أغضب المواطنين. بعد الحكم لمدة اثنين وثلاثين عامًا أجبرت مأساة 1998 سوهارتو على التنحي من منصبه كرئيس لإندونيسيا. في عام 2000 واجهت سوهارتو محاكمة بسبب كل من الفساد وانتهاك حقوق الإنسان. ومع ذلك ادعى محاموه أنه عانى من تلف في الدماغ وأنه عذر من حضور المحاكمة. في عام 2007 حصلت إندونيسيا على أسوأ رتبة فساد في العقد منذ سقوط سوهارتو في عام 1998 في عهد الرئيس سوسيلو بامبانج يودويونو.
انخفض ترتيب إندونيسيا على مؤشر الفساد إلى أدنى مستوى له منذ عام 2007 حيث وصل إلى المرتبة المتوقعة في نهاية عام 2018. تحسنت رتبة الفساد في إندونيسيا في عهد الرئيس جوكو ويدودو. خلال هذه الإدارة كانت الكيانات الفاسدة لا تزال قادرة على التهرب من السلطات على الرغم من العديد من الجهود. نشأ جدل كبير من قضية فساد تشمل سيتيا نوفانتو. كان نوفانتو مرتبطًا بقضية فساد تبلغ قيمتها ملايين الدولارات تتضمن بطاقات هوية إلكترونية، وتكلف إندونيسيا 170 مليون دولار من خسائر الدولة. اختفى نوفانتو وقت اعتقاله المقرر بتهمة الفساد. تم العثور عليه لاحقًا في غرفة الطوارئ بعد حادث سيارة واضح. أُدين نوفانتو في نهاية المطاف في أبريل 2018 بتهمة الفساد وحُكم عليه بالسجن 15 عامًا.

## الجريمة الإلكترونية
القرصنة الإعلامية شائعة في إندونيسيا. تباع أقراص دي في دي وسي دي المقرصنة بأسعار رخيصة بشكل لا يصدق، تتراوح بين 8.000 روبية إلى 10.000 روبية، مقارنةً بأسعار السوق التي تتراوح بين 50.000 روبية وسعر 200.000 روبية. التكاليف الأقل تروق للمشترين من الطبقة الدنيا والمتوسطة، ستخسر البلاد حوالي 6 تريليونات روبية سنويًا. نظرًا لإعادة تدوير الأقراص بسهولة فقد تم تشجيع البائعين على إنتاج المزيد من الأقراص المقرصنة. غالبًا ما توجد هذه الأقراص المقرصنة في قبو مراكز التسوق في جاكرتا ومدن أخرى.
تساهم مواقع البث غير القانونية بشكل كبير في الجرائم الإلكترونية في إندونيسيا. كان هناك انخفاض كبير في المواقع غير القانونية في صناعة الموسيقى في عام 2017، بعد أن انخفض ثلثا المواقع ذات الصلة في نهاية العام. غالبًا ما تنشئ هذه المواقع مواقع ويب جديدة تهدف إلى مشاركة المحتوى. يقترح بعض الخبراء أن هدم هذه المواقع سيؤدي في النهاية إلى إغلاق العديد من هذه العمليات، مدعية أنه سيكون هناك عدد أقل من المشاهدين وإيرادات أقل.

## جرائم العنف
في عام 2016 شهدت جاكرتا وحدها 61 جريمة قتل و59 حالة اغتصاب و1596 اعتداءًا مشددًا و26 عملية سطو و637 سرقات و2914 عملية سرقة سيارات. كما أن معدل الجريمة في اختيار بطاقات الائتمان والخداع في إندونيسيا مرتفع أيضًا، وقد يكون ذلك نتيجة لعدم المساواة في الدخل بين شرائح السكان المختلفة. تشتهر بلوك إم وغلودوك في جنوب وجنوب جاكرتا على التوالي بمعدلات عالية من النشاط الإجرامي، والتي تُعزى أحيانًا إلى الحانات والنوادي المحلية. وغالبا ما تنسب تجارة المخدرات والبغاء إلى هذه المجالات.

### القتل
كان هناك 0.5 حالة لكل 100.000 شخص لمعدلات القتل في إندونيسيا في عام 2014، وهو عدد انخفض بشكل كبير من حالة واحدة لكل 100.000 شخص في عام 2000. لا يزال لدى إندونيسيا أحد أعلى معدلات الجريمة، ويعزى ذلك في كثير من الأحيان إلى الفقر الشديد وتفاوت الدخل. جادل مؤلف كتاب مستوى الروح ريتشارد ويلكينسون وهو أيضًا أحد مؤسسي صندوق المساواة، أن أكثر من 60 بحثًا ذكرت أن زيادة عدم المساواة في الدخل تؤدي إلى ارتفاع معدلات القتل. عادة ما تعتبر الأحياء الفقيرة في المدينة أكثر خطورة. كما يمكن أن تكون التوترات بين مجموعات مختلفة من الناس في البلد عاملاً مؤججًا، حيث تشير المصادر إلى أن الناس يمكنهم إنهاء حياة لمجرد أن الآخرون نظروا إليهم بطريقة متعالية.
ومن الأمثلة على قضية القتل المشهورة في إندونيسيا مقتل فتاة تبلغ من العمر ثماني سنوات تدعى أنجيلين في بالي. تم العثور عليها ميتة في فناء منزلها الخلفي في بالي في مايو 2018، بعد أن أعلنت أسرتها عن اختفائها على وسائل التواصل الاجتماعي. المشتبه به الرئيسي في هذه الجريمة كانت والدتها بالتبني ماجريت ميجاوي التي أدينت لاحقًا. كان هناك دليل كاف على أنها كانت تسيء معاملة أنجيلين عقليا وجسديا لفترة طويلة.
هناك حالة أخرى من حالات القتل التي وقعت في إندونيسيا وهي اغتصاب وقتل إنو فريحه الذي كان عامل مصنع. تم العثور عليها ميتة في تانجيرانج في منزلها الداخلي، بمقبض مجعد مخترق في الأعضاء التناسلية. من بين المشتبه بهم الثلاثة صديقها واثنين آخرين، رفضت ممارسة الجنس معه خشية الحمل.
إحدى حالات القتل التي تلقت تغطية إخبارية كبيرة حتى خارج إندونيسيا هي مقتل ميرنا صالحين. كان يُعتقد أنها توفيت نتيجة القهوة التي ارتفعت مع السيانيد. المشتبه الرئيسي هو صديقتها جيسيكا كومالا وونغسو التي كان يعتقد أنها غاضبة من ميرنا لكونها في ما وصفته جيسيكا بأنها «علاقة مزعجة». تم إدانتها فيما بعد وحُكم عليها بالسجن لمدة 20 عامًا.

## الإرهاب
واحدة من أولى الهجمات الإرهابية الكبرى في إندونيسيا وقعت في عام 2002 مع تفجيرات بالي. في 14 يناير 2016 كان هناك سبعة تفجيرات انتحارية وسلسلة من المعارك في سارينا جاكرتا، يعتقد أن تنظيم الدولة الإسلامية قد تم تنسيقها جميعًا. لقي سبعة أشخاص حتفهم في هذه السلسلة من الهجمات بما في ذلك ضابط شرطة ومواطن أجنبي وخمسة مفجرين. أصيب حوالي 17 شخصًا واستغرق الأمر قوات الأمن ثلاث ساعات لإنهاء الرعب الذي حدث بالقرب من مقهى ستاربكس في سارينا. تمت إدانة أمان عبد الرحمن لهذا الهجوم. كان يعتقد أن تفجيرات سورابايا الأخيرة كانت انتقامًا لهذا الإدانة.
في الفترة من 13 إلى 14 مايو 2018 نظمت عائلة هجومًا إرهابيًا على مدار يومين متتاليين في بلدة سورابايا الصغيرة أثناء تفجير سورابايا. أثار هذا الحدث محاولة إرهابية أخرى وقعت بعد يومين في بيكانبارو رياو، حيث حاول أربعة رجال مهاجمة مركز للشرطة في سومطرة. أسفرت هذه المحاولة لترويع مركز الشرطة عن مقتل وإصابة بعض ضباط الشرطة والصحفيين. منذ حدوث هذه الهجمات في غضون أسبوع أجرت الشرطة عملية بحث عن المشتبه بهم الذين يستخدمون الأطفال كمفجرين انتحاريين.

## تهريب المخدرات
الحدود الإندونيسية تفتقر إلى الأمن والناس يعبرون بسهولة بالمخدرات والموارد الطبيعية والمهاجرين. زاد تعاطي القنب وإمداداته في إندونيسيا خلال هذه السنوات القليلة الماضية، مصحوبة بزيادة حديثة في أدوية أخرى مثل ميث الكريستال والنشوة، والتي تسببت في زيادة حالات الإصابة بفيروس نقص المناعة البشرية بسبب تبادل الإبر. تعمل إندونيسيا أيضًا كميناء للمخدرات، وغالبًا ما ترسل الإمدادات من وإلى أوروبا وأجزاء أخرى من آسيا. تعمل العديد من المنظمات الإجرامية الدولية أيضًا داخل البلاد.
تقوم مجموعات من غرب إفريقيا والصين وأوروبا وإيران بشحن المخدرات من وإلى إندونيسيا من خلال مجموعات الجريمة المنظمة التي تدير صناعة المخدرات غير القانونية في إندونيسيا. الميثامفيتامين الذي يعرف أيضًا باسم شابو هو أكثر المخدرات التي يتم إنتاجها على نطاق واسع في إندونيسيا والتي تديرها مجموعات الجريمة المنظمة.
اكتسبت حوادث تهريب المخدرات تغطية كبيرة مع بالي ثمانية، والذين كانوا 9 أستراليين حاولوا تهريب المخدرات من إندونيسيا إلى أستراليا. هناك العديد من حالات تهريب المخدرات إلى بالي، بما في ذلك حالة واحدة حاول فيها رجل أسترالي تهريب النشوة والأمفيتامينات عبر الحدود الإندونيسية.
قوانين المخدرات في إندونيسيا تتبع دستور الأمة رقم 35 عام 2009. يقسم الدستور المخدرات إلى 3 مجموعات فرعية. المجموعة الأولى تتكون من الحشائش والميث والكوكايين والأفيون وغيرها، المجموعة الثانية تتكون من المورفين وأنواعه الفرعية، المجموعة الثالثة تتكون من الكودايين وأنواعه الفرعية. تصنف أدوية المجموعة الأولى على أنها أكثر أنواع الإدمان وقد تكون أكثرها خطورة، حيث إن الحيازة قد تؤدي إلى السجن مدى الحياة، وقد يؤدي الاتجار بها إلى عقوبة الإعدام. تصنف أدوية المجموعة الثانية على أنها مفيدة للأغراض العلاجية ولكنها تسبب إدمانًا كبيرًا، قد تؤدي الحيازة إلى غرامات تصل إلى 8 مليارات روبية والسجن مدى الحياة، وقد يؤدي الاتجار بها إلى غرامة تصل إلى 10 مليارات روبية وعقوبة الإعدام. تعتبر أدوية المجموعة 3 فعالة للغاية للأغراض العلاجية وهي تسبب الإدمان بشكل معتدل، قد تؤدي الحيازة إلى السجن لمدة 10 سنوات، وقد يؤدي الاتجار بها إلى السجن لمدة 15 عامًا.
يسمح دستور الأمة المذكور أعلاه أيضًا بالحكم على الأطفال القاصرين (17 عامًا أو أقل) لإعادة التأهيل بدلاً من معاملتهم كشخص بالغ في السجون. يقدم طلب إعادة التأهيل إلى المحكمة العليا. لكن إذا تم رفض بدلاً من السجن مدى الحياة فقد ينتهي تجار المخدرات المتهمين بالإعدام، لذلك جعل هذا النداء أقل من المثالي. ومع ذلك فإن العديد من مهربي المخدرات يظهرون الإصلاح في السجن، وبالتالي يتمكنون من الخروج عن عقوبة الإعدام ، مما يؤدي إلى جعل السياسيين أكثر تساهلاً في إصدار أحكام بالإعدام.

## الاتجار بالبشر
يمثل الاتجار بالبشر مشكلة كبيرة في إندونيسيا، وغالبًا ما يؤثر على السكان ذوي الدخل المنخفض. يُجبر الرجال والنساء والأطفال على العمل أو الاتجار بالجنس، وكانت إندونيسيا بمثابة بلد المقصد وعبور هذه الأعمال غير القانونية على مدار السنوات الخمس الماضية. من المعتقد أن هناك حوالي 1.9 مليون إندونيسي يعملون في الخارج، مع تأشيرات منتهية الصلاحية. هذا يجعلهم أكثر عرضة للاتجار بالبشر. لا يتلقى الاندونيسيون الذين يعملون في مجال العمل القسري أي حوافز لأن عقودهم غالباً ما تكون مزيفة ولا يتم الوفاء بها أبدًا. عندما يتم اكتشافهم بسبب انتهاكهم للهجرة، فإن هؤلاء العمال غالباً ما يذهبون إلى السجن على الرغم من أن الشركة غالباً ما تكون مسؤولة.
يُجبر العديد من الأطفال في إندونيسيا على تشغيل الأطفال بأجور منخفضة وعمل إضافي، بينما تُجبر النساء والفتيات على الاتجار بالجنس في الخارج في أماكن مثل ماليزيا وتايوان والشرق الأوسط. في بعض الحالات لا يتقاضى الصيادون أجورهم وغالباً ما يتعرضون للإيذاء الجسدي من قِبل أرباب عملهم.
في عام 2016 كان هناك ما يقدر بنحو 56.000 طفل دون السن القانونية الذين وقعوا ضحية الاتجار بالجنس، مع ارتفاع نسبة الأولاد عن الفتيات. وفقا لأحد التقارير، فإن نصف عدد النساء المستغلات جنسيا يعانون من الأمراض التي تنتقل عن طريق الاتصال الجنسي بسبب الجماع الجنسي التجاري والإجباري.
في استغلال العمل يعاني الضحايا من الإيذاء النفسي والجسدي والجنسي، بما في ذلك الحرمان من الضروريات اليومية مثل الطعام والماء والضغط الإيديولوجي والاستهلاك القسري للكحول والمخدرات. يحتاج الأشخاص الذين يفرون من الاتجار بالبشر إلى دعم متخصص، بما في ذلك العلاج، حيث قد يطورون مشكلات الثقة والكراهية للآخرين والكراهية الذاتية والإجهاد بعد الصدمة والاكتئاب وإيذاء الذات والعديد من المشكلات الأخرى.